# Sansevieria subspicata
Espèce
Classification APG III (2009)
Sansevieria subspicata, également appelée Dracaena subspicata, est une espèce de plantes de la famille des Liliaceae et du genre Sansevieria.

## Description
Plante succulente, Sansevieria subspicata est une espèce de sansevières à courtes (20-25 cm) et larges (3-5 cm) feuilles de couleur vert à vert foncé, assez plates (sillon central très peu marqué) et lisses présentant une forme typique lancéolée.
Elle a été identifiée comme espèce à part entière en 1889 par le botaniste britannique John Gilbert Baker.

## Distribution et habitat
L'espèce est originaire d'Afrique australe orientale, présente au Mozambique et dans le nord-est de l'Afrique du Sud.

## Synonymes et cultivars
L'espèce présente à ce jour deux variétés :
- Sansevieria subspicata var. concinna (N.E.Brown, Mbugua, 2007) désormais reconnue comme Sansevieria concinna
- Sansevieria subspicata var. subspicata